# Farol da Fisterra
O farol da Fisterre (Espanhol: Faro de Cabo Finisterre), é um farol situado no cabo Finisterra (A Corunha, na costa noroeste da Galiza, na Espanha. O Farol foi construído em 1853.

## História e características
A torre é de cantaria e base octogonal, de 17 metros de altura com uma corniza sobre a que se apoia a balconada. A abóbada tem uma lanterna poligonal. A sua luz, situada a 143 metros sobre o nível do mar, consegue um alcance de mais de 23 milhas náuticas. O constante nevoeiro do inverno provocou que se lhe acrescentasse uma sirene em 1888, a Vaca de Fisterra, para avisar aos navegantes do perigo existente.
O facto de que esta ponta fora do Finis Terrae para os antigos fez que nascessem sobre ela uma série de lendas. Apesar da existência do farol, a zona foi palco de naufrágios, como em 1870, quando se afundou o Monitor Captain, levando 482 pessoas de sua tripulação no acontecimento mais triste desta costa.